# Elton John AIDS Foundation
Die Elton John AIDS Foundation ist eine Non-Profit-Organisation, welche der Musiker Elton John im Jahre 1992 in den USA gründete. Weltweit bekämpft die Elton John AIDS Foundation HIV durch die Unterstützung präventiver Programme und die Unterstützung erkrankter Personen.
Seit der Gründung konnten 600 Millionen US-Dollar in 54 Ländern gespendet werden. Die EJAF wurde bis 2019 von Elton Johns Mann David Furnish geleitet, mit dem dieser seit 2005 verheiratet ist.
Im Jahr 2025 wurde die Stiftung in Russland zu einer unerwünschten Organisation erklärt.

## Entstehung
Elton Johns Gründe für die Eröffnung seiner Stiftung waren zwei plötzliche Tode seiner Freunde durch eine Infektion mit HIV. Insbesondere bewegte ihn das Schicksal des Jugendlichen Ryan White, welcher sich durch eine Bluttransfusion mit HIV infizierte und im Jahr 1990 an den Folgen der Krankheit starb. White setzte sich in seinem Leben bereits für einen besseren Umgang mit HIV-Erkrankten ein. Hierbei bekämpfte er zum Beispiel Vorurteile über ein Leben mit HIV. Für John war die Freundschaft zu White und dessen Tod ein Wendepunkt in Johns Leben. John beschloss dessen Arbeit fortzuführen.
Die zweite Persönlichkeit, welche für John ein Grund für die Gründung der EJAF war, ist der Tod des Queen-Sängers Freddie Mercury. Dieser starb im Jahr 1991 an den Folgen der Infektion. Beiden Freunden widmete Elton John im Jahr 1992 den Song Skyline Pigion auf dem Concert for AIDS Awareness.
Elton John gründete die Organisation 1992 in New York City, Vereinigte Staaten. Ein Jahr später kam London als zweiter Sitz der Foundation hinzu.()
Das Team der EJAF besteht aus der Geschäftsführung und dem Vorstand. Sie wird mittlerweile von Anne Aslett geleitet, die sich als Global CEO um beide Standorte kümmert. Elton Johns Ehemann David Furnish hat den Vorstandsvorsitz inne. Elton John wird als Gründer genannt, hat aber keine offizielle Funktion in Vorstand und Geschäftsführung. Billie Jean King ist Ehrenpräsidentin. Zu den langjährigen Unterstützern, den sogenannten Patrons, zählen unter anderem Sting und Ehefrau Trudie Styler, David Beckham, Elizabeth Hurley, Donatella Versace, Ruth Kennedy, David Walliams, Louise und Theo Fennell sowie Waheed Alli.

## Geförderte Programme
EJAF unterstützt weltweit ca. 150 Organisationen im Jahr. Hierbei fokussiert sich der in Großbritannien liegende Part der EJAF allem auf Afrika und Asien und der in der USA liegende Part auf den Karibik-Raum. Es handelt sich hierbei um Präventionsmaßnahmen, in denen allem Länder mit hohen Infektionszahlen in der HIV-Prävention unterstützt werden. Außerdem werden Globale Gesundheitsinitiativen und Behandlungen unterstützt. Unterstützte Initiativen sind zum Beispiel der 10 Jahre lange Einsatz der Regierung Swasilands für die HIV-Bekämpfung, oder auch die Unterstützung einer Initiative, die sich um schwangere Frauen in Lesotho kümmert. Lesotho ist das am stärksten von HIV betroffene Land mit einer Häufigkeit der Erkrankung bei 23,8 % der Bevölkerung.

## Veranstaltungen

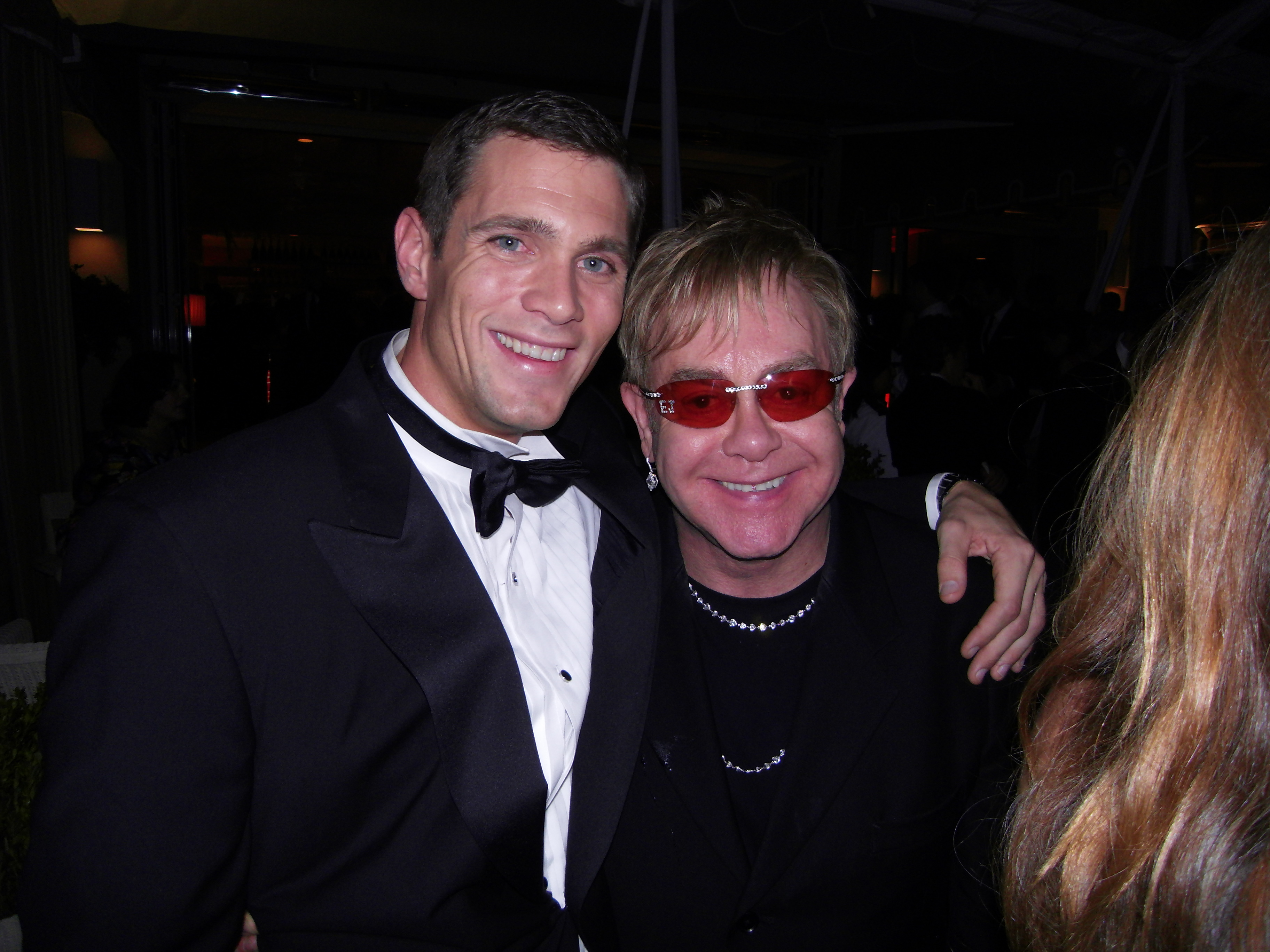
Elton John und Christopher McDaniel auf der 2009er Oscar-Party

### Elton John AIDS Foundation Academy Award Party
Die Foundation veranstaltet seit 1992 jedes Jahr eine Viewing-Party für die Oscarverleihung. Es handelt sich dabei um eine nicht-öffentliche Party, die nur per Einladung besucht werden kann. Der Eintritt beträgt um die 3500 Dollar. Dort werden Spenden für die Arbeit der Foundation gesammelt. Die ersten Partys fanden im Maple Drive Restaurant in Hollywood als Dinner-Party statt, zu Ehren von Gründer Patrick Lippert, der drei Monate nach der ersten Party an AIDS verstarb. Neben dem Dinner und der Liveübertragung der Oscarveranstaltung wird auch ein Unterhaltungsprogramm geboten sowie eine Auktion durchgeführt. Auch treten Bands auf, so war 2018 der Headliner Greta Van Fleet.
1998 zog die Party zum ersten Mal um in das Spago, ein Restaurant in Beverly Hills und wechselte danach häufig den Ort. Bis 2018 wurden mit der Party mehr als 60 Millionen US-Dollar an Spendengeldern akquiriert. 2018 wurden alleine mit der Auktion 725.000 US-Dollar verdient, der gesamte Event brachte 5,9 Millionen für die Aidshilfe.

### An Enduring VisionAnnual Gala
2001 wurde die An Enduring Vision Annual Gala als zweite jährliche Veranstaltung der EJAF eingeführt. Die Gala findet in New York City statt. Dort sollen langjährige Partner, Spender und Unterstützer der Organisation ehren. Im Rahmen der Gala wird der Enduring Visions Award verliehen. Die Veranstaltung, die von einem Prominenten moderiert wird, umfasst einen Empfang, ein Dinner mit der Preisverleihung sowie einen musikalischen Gast. Die Spenden werden über den Eintrittspreis erhoben sowie ähnlich der Academy Awards Party über eine Auktion gesammelt.
Preisträger waren unter anderem Tim Allen (2008),, Hillary Clinton (2013), Andrew Cuomo (2014), Ban Ki-moon und Steve Tisch (2016). Zu den musikalischen Gästen gehörten Elton John selbst, Gladys Knight und Sheryl Crow. Im Gegensatz zu den Academy Awards Partys, wo meist Newcomer auftreten, handelt es sich bei der Gala meist um Weltstars.
Zur 25-Jahr-Feier der Stiftung 2017 wurde Elton John selbst geehrt. Unter anderem besuchten Bill Clinton und Sharon Stone die Veranstaltung. Moderator war Neil Patrick Harris, musikalischer Gast Aretha Franklin.

## Zusammenarbeit mit ETAF
Elton John und Schauspielerin Elizabeth Taylor waren bis zu Taylors Tod 2011 enge Freunde. Taylor gründete etwa zeitgleich mit Elton John eine eigene AIDS-Stiftung, die Elizabeth Taylor AIDS Foundation (ETAF). Diese ging nach einem ähnlichen Prinzip vor wie die EJAF, so dass sich beide Organisationen recht häufig unterstützten. So trat Taylor auf EJAF-Veranstaltungen als Rednerin auf und Elton John revanchierte sich auf ETAF-Veranstaltungen. Ab 2015 entstand auch eine Partnerschaft, bei dem beide Stiftungen gemeinsam Spendengelder sammelte, um gemeinsam Projekte zu realisieren. 2016 stellten sie insgesamt 330.000 US-Dollar im Kampf gegen AIDS im Süden der Vereinigten Staaten zusammen, die an fünf verschiedene Initiativen ausgezahlt wurden:
- Memphis Gay and Lesbian Community Center (MGLCC)
- Georgia Equality/Equality Foundation of Georgia
- JASMYN
- Racial Justice Action Center
- Birmingham AIDS Outreach (BAO)